# Pogonocherus anatolicus
Pogonocherus anatolicus is een keversoort uit de familie van de boktorren (Cerambycidae). De wetenschappelijke naam van de soort werd voor het eerst geldig gepubliceerd in 1898 door Daniel K. & Daniel J..